# Sophronica subaureicollis
Sophronica subaureicollis là một loài bọ cánh cứng trong họ Cerambycidae.